# Stolica
Stolica (1476 m n. m.) je nejvyšší hora Stolických vrchů i celého Slovenského rudohoří. Nachází se v prostoru mezi vesnicemi Telgárt, Rejdová, Čierna Lehota, Muránska Zdychava a Muránska Huta. Vrcholem prochází okresní i krajská hranice mezi okresem Revúca (Banskobystrický kraj) a okresem Rožňava (Košický kraj). Stolica leží jižně od hlavního rudohorského hřebene, se kterým je spojena Slanským sedlem (1234 m). Na jihu spadají její svahy do sedla Harová (1362 m), které ji odděluje od hřbetu Lehotské hole. Z holého vrcholu je částečný výhled (vidět je např. nedaleká Kráľova hoľa). Na východních svazích hory pramení řeka Slaná.

## Přístup
- po červené značce z Muránské Huty přes sedlo Javorinka a Slanské sedlo
- po modré značce z rozcestí Čuntava přes Slanské sedlo
- po modré značce z vesnice Čierna Lehota přes Faltenovo sedlo
- po zelené značce z osady Brdárka přes sedlo Olochova jama